# Tropicana Field
Pour les articles homonymes, voir Thunderdome (homonymie).
Le Tropicana Field (auparavant Florida Suncoast Dome et Thunderdome, surnommé « The Trop » ou « The Juicer ») est un stade couvert de baseball entièrement climatisé situé à St. Petersburg en Floride.
Depuis 1998, c'est le domicile des Rays de Tampa Bay de la Ligue majeure de baseball, mais le stade a aussi été le terrain de jeu du Storm de Tampa Bay de l'Arena Football League entre 1991 et 1996 puis du Lightning de Tampa Bay de la Ligue nationale de hockey de 1993 à 1996. Le Tropicana Field offre une capacité assise de 25 000 sièges avec une capacité totale de 42 735 incluant debout. Il y a également 63 suites de luxe. Environ 7 000 places de stationnement se trouvent dans les parkings environnant.
Après la fermeture du Metrodome de Minneapolis en octobre 2009 et depuis le début saison 2010, le Tropicana Field est le seul stade couvert de la Ligue majeure de baseball dont le toit n'est pas rétractable.

## Histoire
La construction du stade a commencé le 22 novembre 1986 et l'original Florida Suncoast Dome fut ouvert au public le 3 mars 1990, pour un coût de 138 millions de dollars. Il est devenu le « ThunderDome » en 1993 avec l'arrivée du Lightning de Tampa Bay. Le stade a été rebaptisé « Tropicana Field » le 4 octobre 1996, conformément à un contrat sur les droits d'appellation entre les Rays et Tropicana Dole Beverages North America, dont le siège n'est pas loin, à Bradenton.
Durant ses trois saisons dans le bâtiment, le Lightning a établi le top 20 des records de fréquentation dans l'histoire dans la Ligue nationale de hockey. Le 23 avril 1996, une foule de 28 183 spectateurs a assisté au match quatre des quarts de finale de la Conférence Est entre le Lightning et les Flyers de Philadelphie, un record dans la ligue.
Le Tampa Bay Storm de l'Arena Football League a battu tous ses records en jouant dans ce stade, y compris la plus grande affluence avec 28 746 spectateurs. En 1990, la finale de la Coupe Davis de tennis a été jouée dans le dôme, avec une foule record de 53 150 spectateurs assistant à cette manifestation de trois jours. Toujours en 1990, 25 710 fans de la National Basketball Association (NBA) ont pu voir un match amical entre les Bulls de Chicago et les Supersonics de Seattle. Ce chiffre a été dépassé d'abord par les 26 102 personnes qui ont participé au premier tour des NCAA Regionals 1994, puis de nouveau en mars 1998, quand 40 589 supporters ont assisté aux demi-finales de la NCAA entre Syracuse, UCLA, Duke et Kentucky. Lors du Final Four de 1999, mettant en vedette Duke, Ohio State, Michigan et Connecticut, les affluences étaient de 40 632 spectateurs et 39 113 le 27 et 29 mars. Le record d'affluence  à ce jour est de 47 150, établi le 11 août 1990 lors d'un concert de New Kids on the Block.
Le Tropicana Field a fermé ses portes en octobre 1996 pour 17 mois, un lifting de 85 millions de dollars qui a transformé l'installation de fonctionnelle à innovatrice, intégrant les traditions du baseball avec l'addition de restaurants, des boutiques et des complexes de divertissements tout en ajoutant 30 000 mètres carrés d'espace. Les rénovations comprenaient également des halls plus larges, l'installation d'un gazon artificiel, des suites de luxe, plus de toilettes, des ascenseurs, des escaliers mécaniques et des bureaux administratifs. Le nombre de places est passé de 48 000 à 45 000. Les Rays de Tampa Bay (autrefois Devil Rays de Tampa Bay) disputent leur première rencontre à domicile le 31 mars 1998 face aux Tigers de Detroit devant 45 369 spectateurs et perdent sur le score de 11-6.
Bien que Tropicana ait été acheté par PepsiCo en 1998, PepsiCo n'a pas choisi d'apporter des modifications au nom de l'édifice.
Le Tropicana Field a encore subi un lifting de 25 millions de dollars avant la saison 2006. Puis en cours de saison, les Rays ont dépensé plus de 10 millions de dollars pour des améliorations. Les rénovations comptaient de nouveaux éclairages, de nouveaux accessoires, une nouvelle zone de sièges de club, des modifications apportées à la galerie de presse, et beaucoup plus. De nouvelles améliorations avant l'intersaison 2007, en plus du nouveau FieldTurf, incluent des caractéristiques familiales supplémentaires dans le champ droit, la création d'un nouveau premium club, et plusieurs nouveaux tableaux vidéo dont un écran principal (mesurant 10,5 mètres × 19,4 m) qui est quatre fois plus grand que l'original.
Depuis sa construction, le stade est constamment évalué comme étant le plus mauvais stade de la Ligue majeure de baseball, à cause de son environnement intérieur terne comparé à un entrepôt (alors que la ville est située dans une zone ensoleillée), de son emplacement (le dôme a été construit sur l'ancien site d'une usine de gazéification du charbon et en 1987, des produits chimiques dangereux ont été découverts dans le sol autour du chantier. La ville a dépensé des millions de dollars pour éliminer les produits chimiques provenant de la zone). Parmi les critiques les plus citées sur le stade sont les quatre passerelles (catwalks) suspendues au plafond. Comme le dôme est incliné (offrant une meilleure protection contre les ouragans), les passerelles sont plus basses dans le hors-champ et cela peut entraver le jeu. Récemment, le stade était critiqué pour sa surface de mauvaise qualité mais celle-ci fut remplacée en 2007.
Le stade est lourdement endommagé par les ouragans Helene et Milton en octobre 2024. Le toit est détruit par la force des vents violents et les dégâts nécessitent des dizaines de millions de dollars de réparation, ce qui remet en cause le projet de construction d'un nouveau stade de baseball, approuvé quelques semaines auparavant par les élus locaux. Les Rays de Tampa Bay jouent leur saison 2025 au Steinbrenner Field en attendant que les réparations soient effectuées sur le Tropicana Field, ce qui pourrait durer jusqu'en 2027,.

### Un nouveau stade
En novembre 2007, le projet de bâtir un nouveau stade de 450 millions de dollars pour les Rays de Tampa Bay est devenu public. S'il est construit, le nouveau Rays Ballpark serait établi dans le centre-ville de St. Petersburg.

## Description
L'entrée principale du Tropicana Field est accessible par une gigantesque rotonde évoquant le Ebbets Field. Une fois à l'intérieur, les visiteurs se retrouvent dans un endroit appelé « Centerfield Street ». C'est là que se trouve une microbrasserie, un bar à cigares, une cave à vin et divers lieux de divertissement. Une fois que les spectateurs entrent dans le terrain, ils perçoivent une mer de sièges bleus. Une zone de sièges située au-dessus du niveau inférieur dans le champ gauche est appelé « Beach » (plage), il s'agit d'une section avec un décor de plage et de feuillage tropical. Au-delà du mur du champ central se trouve le Batter’s Eye Restaurant. Le tableau d'affichage principal est au-dessus des sièges du champ central droit. 
Après la saison 1999, la surface en gazon artificiel AstroTurf a été retirée et remplacée par un revêtement concurrent, FieldTurf.

## Événements
- Final Four basket-ball NCAA, 11-29 mars 1999
- Finale de la Coupe Davis 1990, 30 novembre-2 décembre 1990
- Concert de New Kids on the Block, 11 août 1990
- Beef 'O' Grady' Bowl, depuis 2008
- TLC: Tables, Ladders and Chairs, 20 décembre 2020
- Royal Rumble, 31 janvier 2021
- Royal Rumble, 27 janvier 2024

## Dimensions
- Left Field (champ gauche) - 315 pieds (96 mètres)
- Left-Center - 370' (112,7 m)
- Center Field (champ central) - 404' (123 m)
- Right-Center - 370' (112,7 m)
- Right Field (champ droit) - 322' (98 m)
- Backstop - 50' (15,24 m)

## Galerie

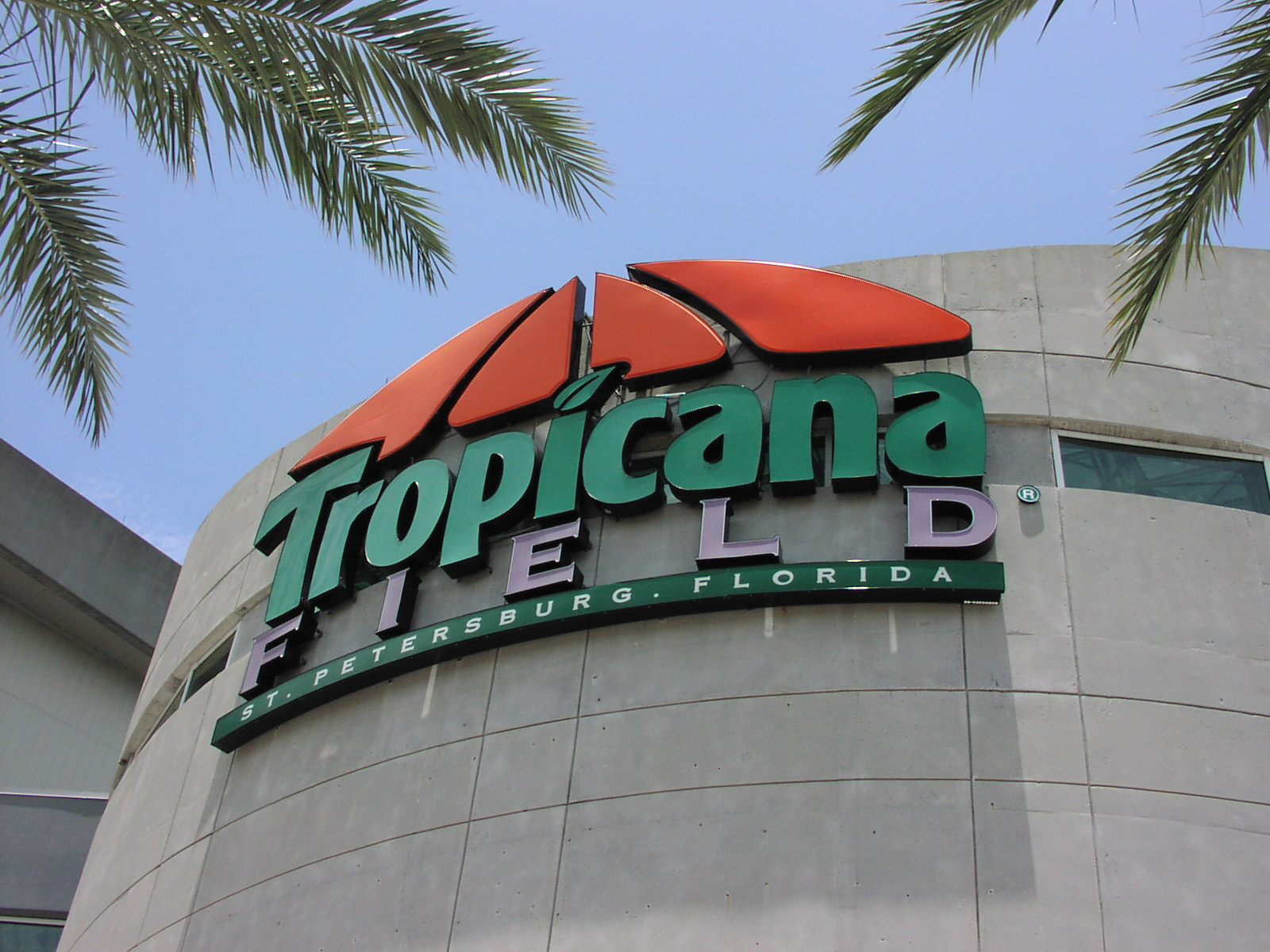
Logo du stade
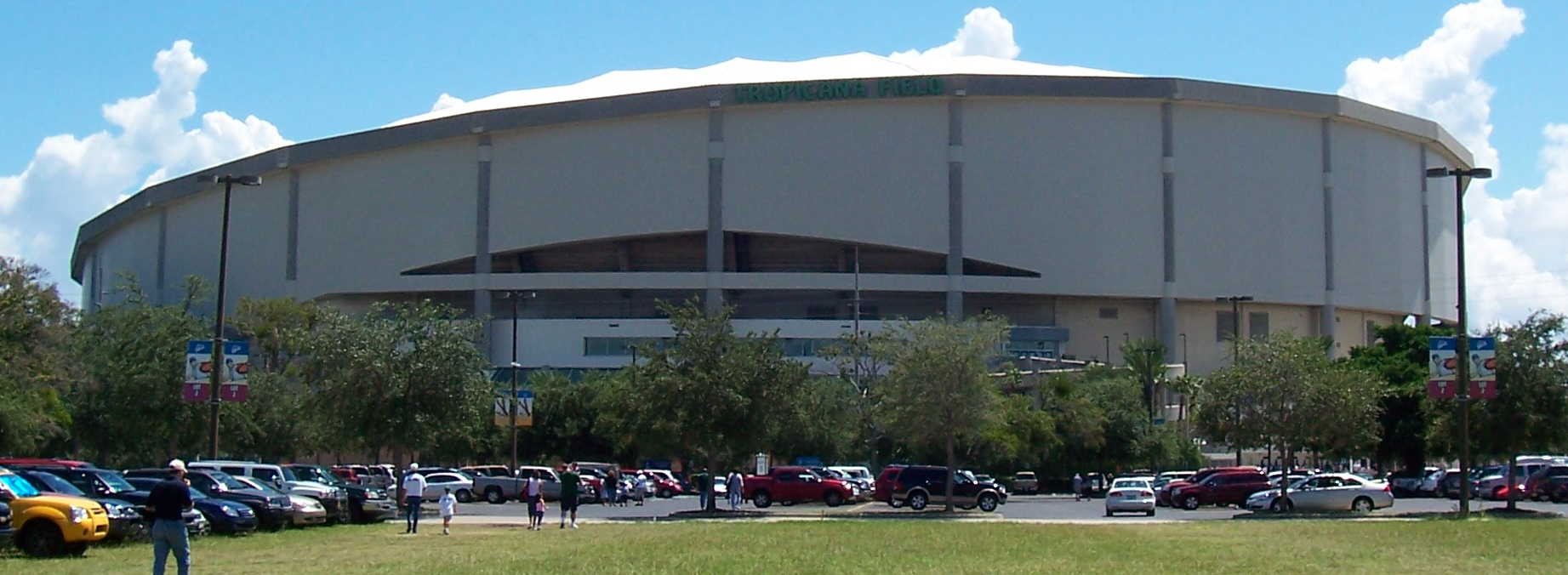
Vue d'ensemble
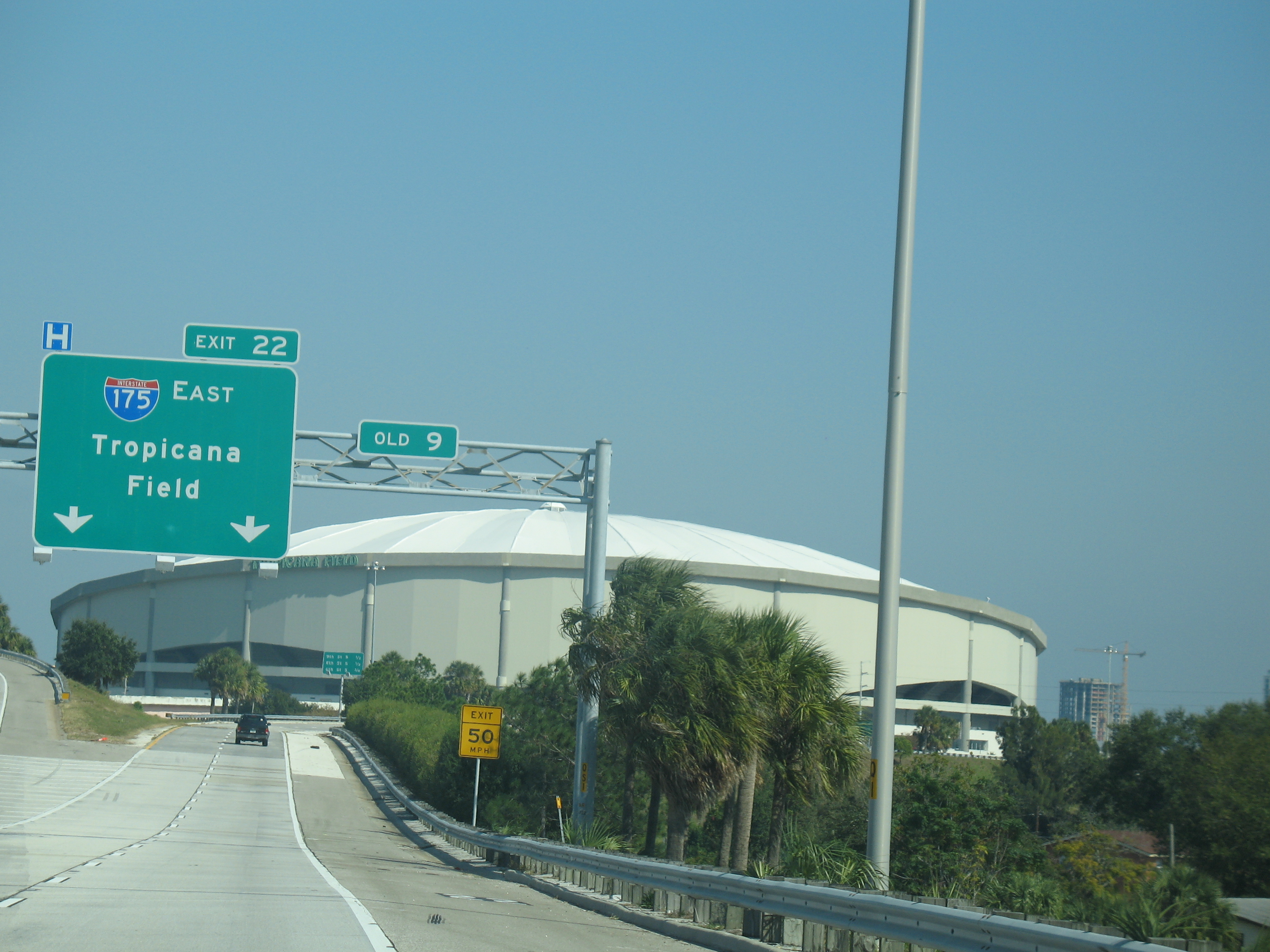
The Trop
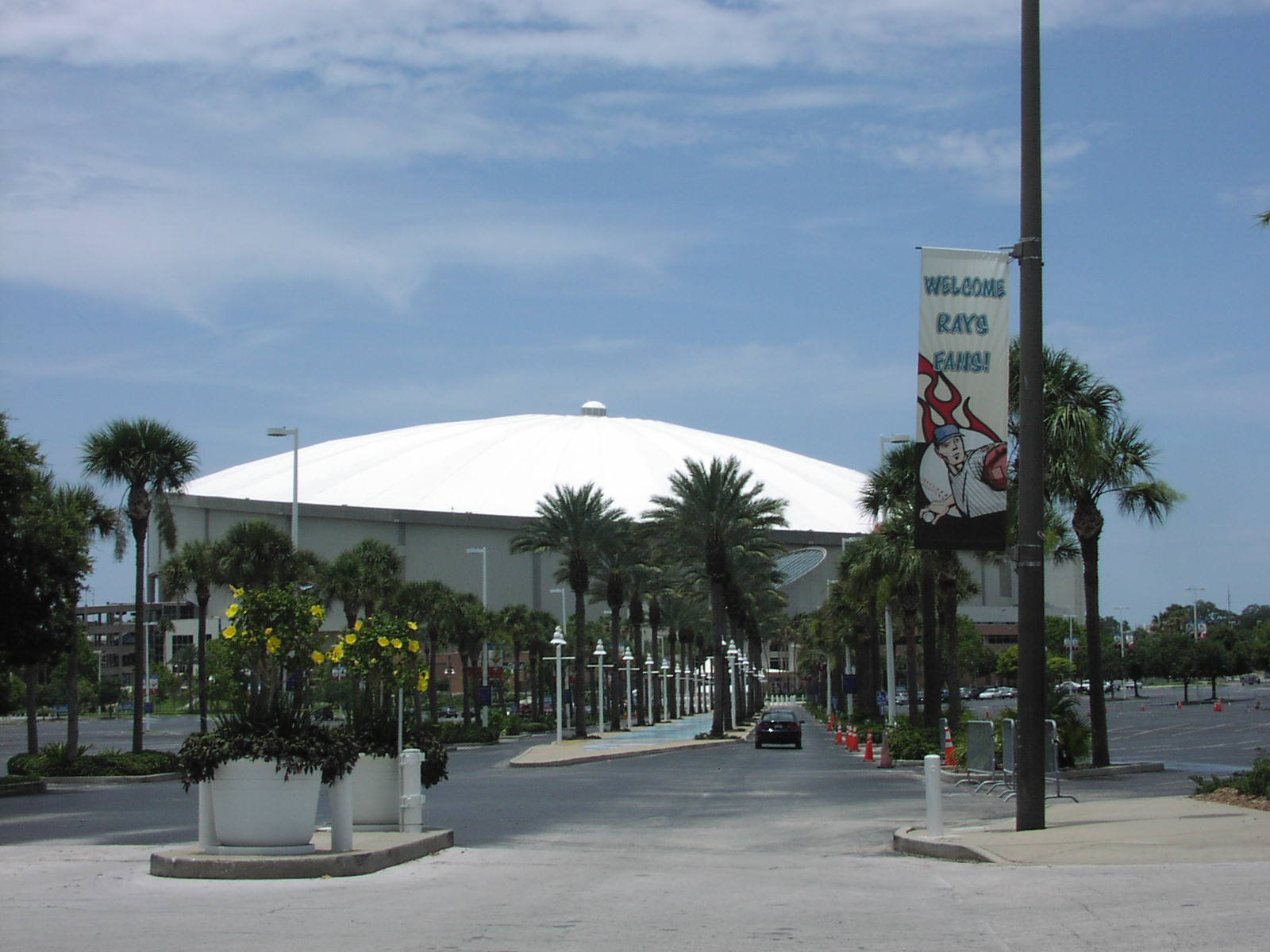
Vue extérieure
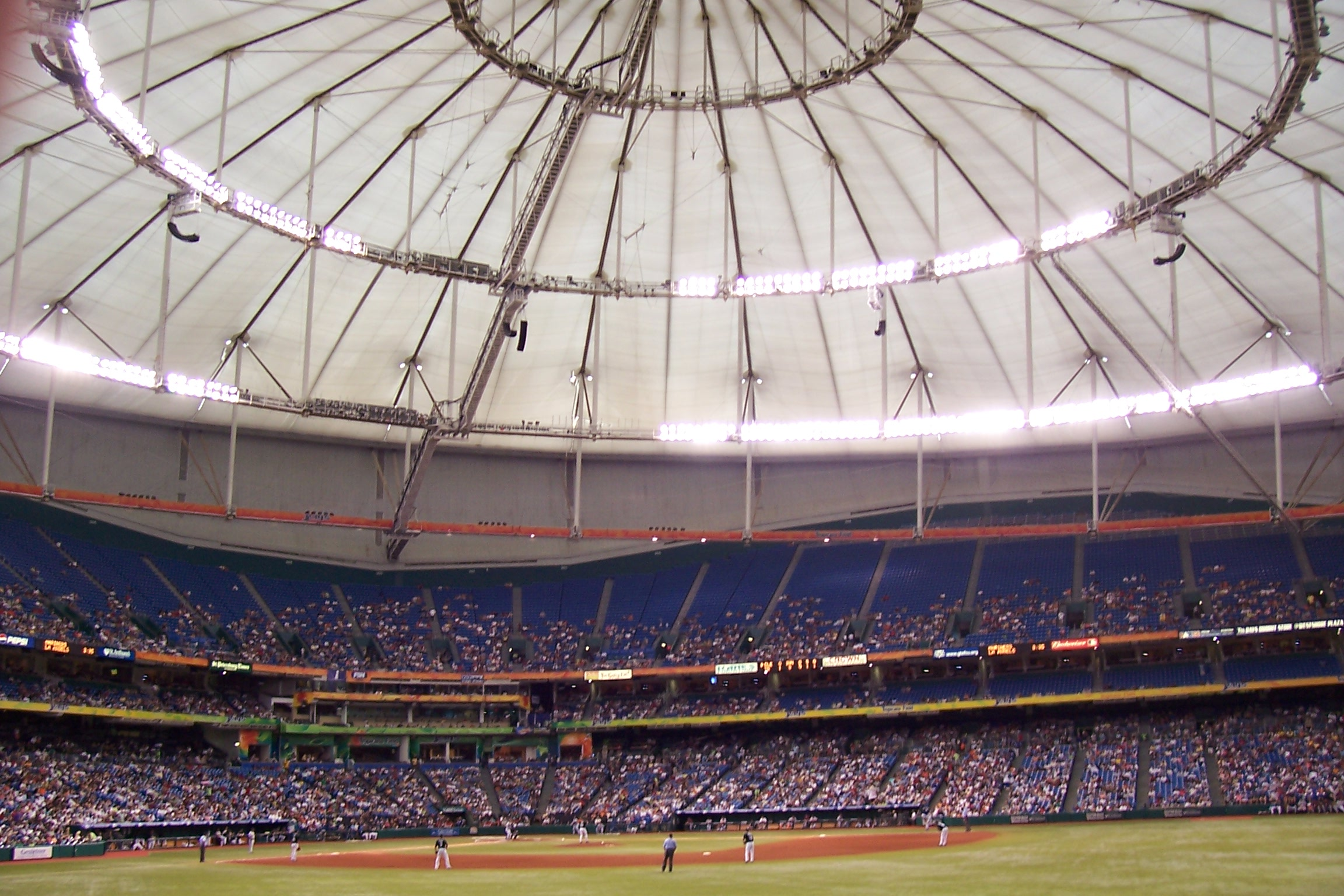
Vue intérieure
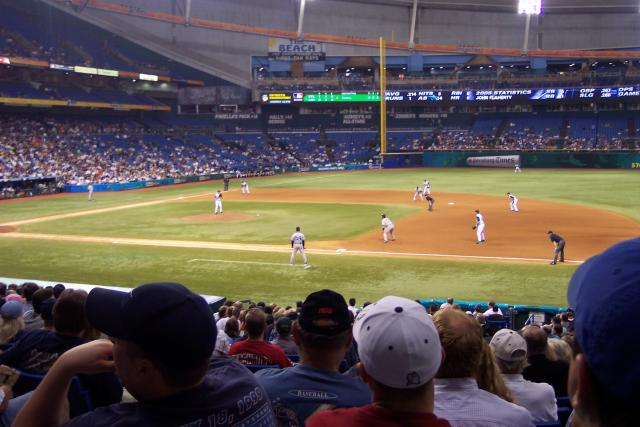
Match des Rays
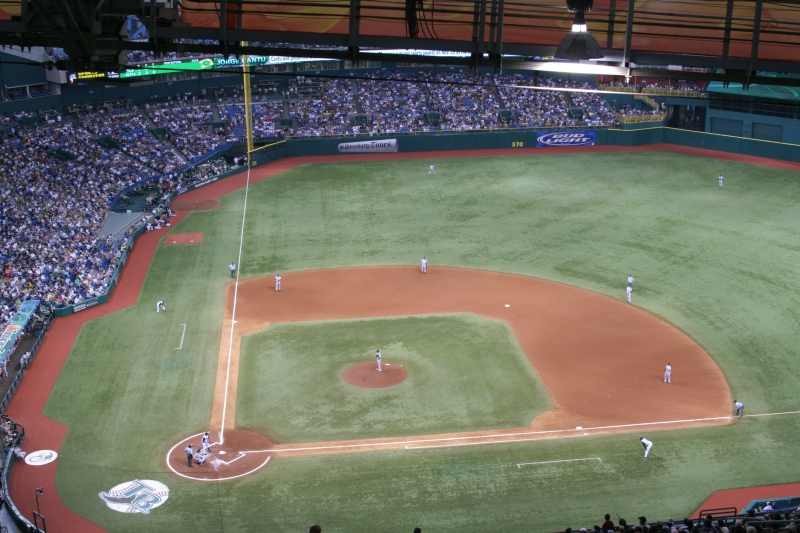
Le terrain
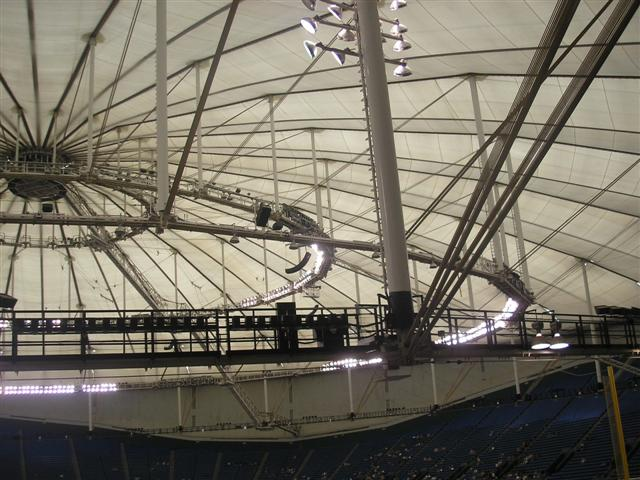
Passerelle